# Château d'Armailhac
Château d'Armailhac est un domaine viticole situé à Pauillac en Gironde, dans le vignoble de Bordeaux. Son vin fait partie des cinquièmes crus du classification officielle des vins de Bordeaux de 1855.

## Histoire

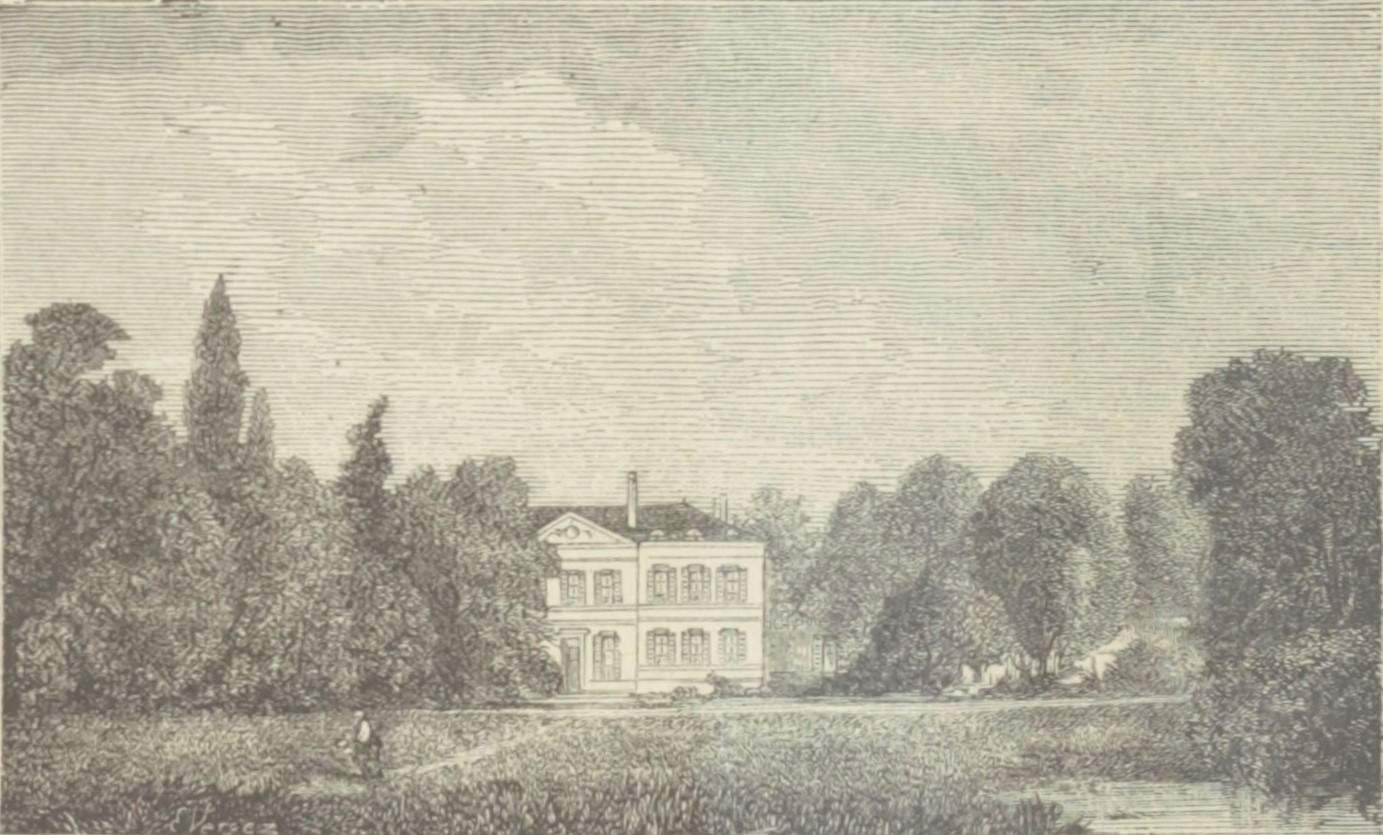
Illustration du Château d'Armailhac en 1898.

En 1680, un registre communal fait état de deux frères, Dominique et Guilhem Armailhacq, propriétaires de parcelles à Pauillac. En 1750, un autre registre mentionne que Dominique Armailhac a « complanté en vignes » les terres familiales médocaines. Les vignes s'étendent à l'époque de 15 à 16 hectares environ. À la fin du XVIIIe siècle, le vignoble, alors communément appelé Mouton d'Armailhacq atteint 52 hectares réparties entre Château Brane-Mouton (futur Château Mouton Rothschild) au nord et Château Pibran au sud.
Dès 1831, la qualité de Mouton d'Armailhacq s'améliore grandement à tel point que les vins se vendent deux fois plus chers que les productions voisines, pourtant bien mieux cotées. Cela est dû à l'utilisation de différentes techniques comme l'ouillage, le soutirage, l'aseptisation des barriques ou encore le collage. En 1844, le domaine est criblé de dettes. La propriétaire, Madame Darmailhacq revend au Château Lafite Rothschild les Carruades se situant à Pouyalet. En 1855, Château Mouton d'Armailhacq est classé cinquième cru par le Syndicat des courtiers de commerce près de la bourse de Bordeaux ; la même année, Armand d'Armailhacq publie son ouvrage La Culture des vignes, la vinification et les vins dans le Médoc, avec un état des vignobles d'après leur réputation.
Le comte Adrien de Ferrand, « gendre d'Armailhacq », acquiert le domaine en 1878. Le vignoble couvre alors près de 70 hectares. En 1931, dans un contexte financièrement difficile pour tout le vignoble, le comte de Ferrand crée la Société anonyme du Domaine de Mouton d'Armailhacq. Le jeune baron Philippe de Rothschild devient actionnaire minoritaire et rachète en viager la totalité des parts en 1933. Un an plus tard, à la mort du comte, il devient le propriétaire effectif du domaine ainsi que de la Société Vinicole de Pauillac, ancêtre de l'actuelle société Baron Philippe de Rothschild S.A. À partir de 1956, le vin de Mouton d'Armailhacq porte le nom de Mouton Baron Philippe puis celui de Mouton Baronne Philippe et c'est finalement en 1989 que la baronne Philippine de Rothschild décide de rendre à Mouton d'Armailhacq son identité d'origine, sous le nom de « Château d'Armailhac ». L'étiquette s'orne de la reproduction d'une figurine (l'Automne II) qui se trouve au Musée du Vin dans l'Art de Château Mouton Rothschild.

## Vignoble

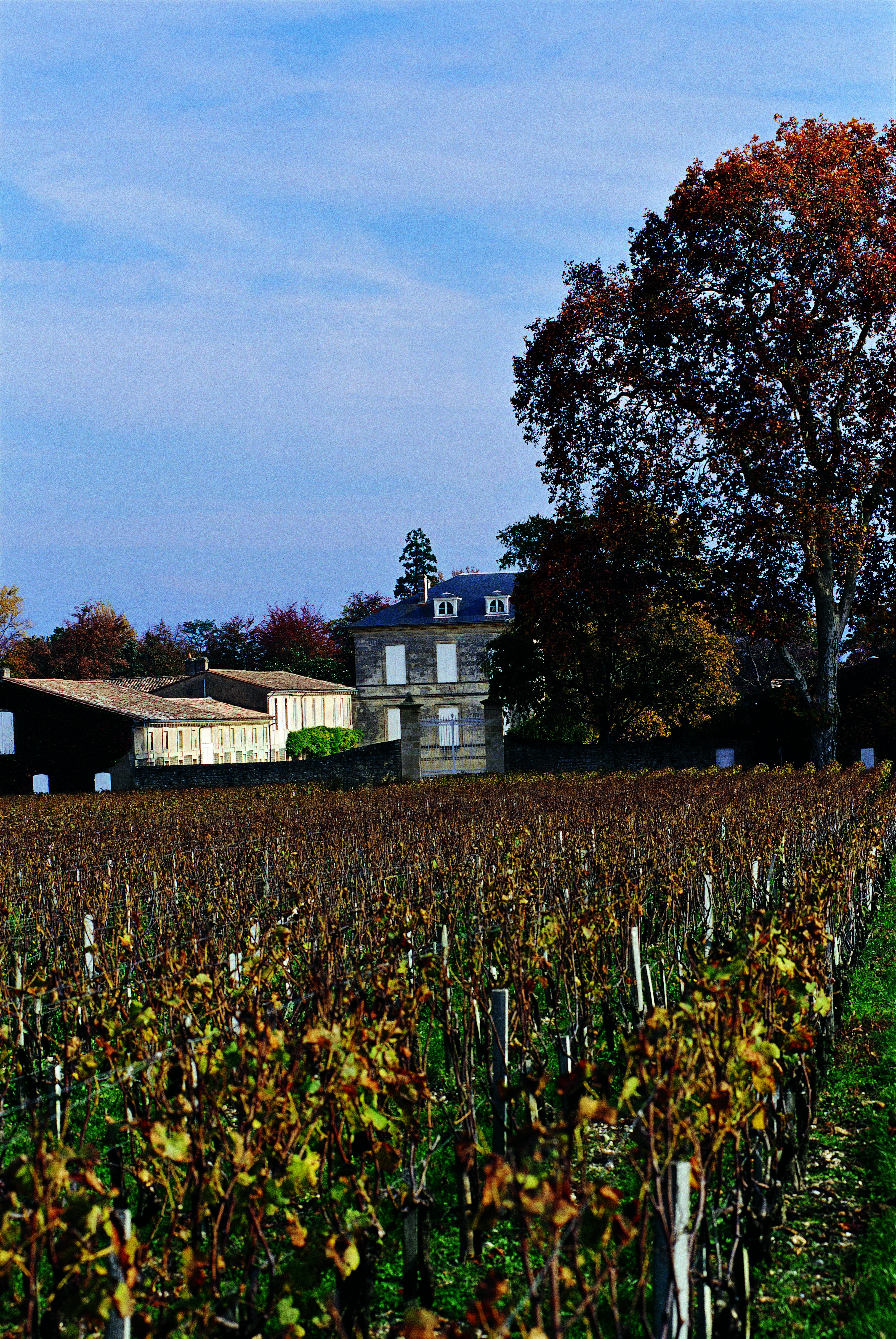
Vignes du château d'Armailhac.

Le vignoble de Château d'Armailhac s'étend sur 76 hectares dans la partie nord de la commune de Pauillac. C'est un épais sol de graves argileuses, recouvrant un sous-sol argilo-calcaire.
Le vignoble est composé des cépages traditionnels du Médoc : 53 % de cabernet sauvignon, 37 % de merlot, 8 % de cabernet franc et 2 % de petit verdot. L'âge moyen du vignoble est de 46 ans, dont 20 % des parcelles étaient plantées en 1890.